# Grębocice
Grębocice (niem. Gramschütz) – wieś w Polsce położona w województwie dolnośląskim, w powiecie polkowickim, w gminie Grębocice.

## Podział administracyjny
W latach 1975–1998 miejscowość administracyjnie należała do województwa legnickiego.

## Demografia
Według Narodowego Spisu Powszechnego (III 2011 r.) liczyły 1466 mieszkańców. Są największą miejscowością gminy Grębocice.

## Nazwa
Nazwa wsi etymologicznie oznacza potomków Gręboty.
Pierwsza wzmianka w dokumencie księcia głogowskiego Konrada I pod datą 24 stycznia 1272, w którym wymieniono Jana, sołtysa Grębocic. W dokumencie z 1 sierpnia 1298 wieś występuje pod nazwą Grambociz jako wieś książęca lokowana w 1298 roku na prawie niemieckim. W kronice łacińskiej Liber fundationis episcopatus Vratislaviensis (pol."Księdze uposażeń biskupstwa wrocławskiego") napisanej w latach 1295-1305 miejscowość wymieniona jest w zlatynizowanej formie Grambocziczi. W dokumentach istnieje pod wieloma nazwami, m.in.: Grambocicz (rok 1279) Gramczycz (rok 1337), Gramschicz (rok 1339). W dokumencie z 3 grudnia 1383 wieś występuje w zgermanizowanej formie Gramschütz.

## Historia
W pierwszej połowie XIV wieku wieś przeszła pod władanie rycerskiego rodu Birberstein. W 1439 roku przeszła pod władanie kanoników regularnych z Żagania. W drugiej połowie XV wieku właścicielami wsi był ród rycerski Schoffów, którzy sprzedali ją w 1505 roku Baltazarowi von Labin z Konotopu i Hermanowi Czertis. Od 1527 roku właścicielem jest zakon augustianów z Żagania. W XVI wieku wieś staje się własnością rodziny von Loss, która zleca wybudowanie wieży rycerskiej.
21 czerwca 1743 właścicielem zostaje król niemiecki Fryderyk II Wielki. 27 kwietnia 1754 wybrano miejsce na budowę nowego kościoła ewangelickiego, rozebranego po 1945 roku (dziś na jego miejscu stoi piekarnia Gminnej Spółdzielni w Grębocicach). W latach 1766–1802 Grębocice stają się własnością księcia pruskiego Henryka Hohenzollerna, potem przejął je książę Fryderyk, a po nim jego syn Fryderyk August. Podczas kampanii napoleońskiej przez Grębocice 2 razy przeszły oddziały wojsk francuskich: 15 listopada i 4 grudnia 1806. W 1813 roku wieś zajmują Rosjanie. Po wojnie Grębocice stają się majątkiem państwowym dzierżawionym przez rodzinę Mescherów.
W 1828 roku zbudowano we wsi bitą drogę. W 1854 roku uruchomiono linię kolejową. Na początku XX wieku Grębocice zostały zelektryfikowane. Od 1911 roku funkcjonowało towarzystwo gimnastyczne oraz koła jeździeckie i łowieckie. Przed II wojną światową istniały we wsi: mleczarnia, wytwórnia maszyn rolniczych, skład węgla i nawozów sztucznych, osiem sklepów i hurtowni, dwie gospody, hotel z restauracją oraz najstarsza w rejonie głogowskim ochotnicza straż pożarna.
W 1945 roku otwarto Urząd pocztowy, w październiku tego samego roku powstała spółdzielnia spożywców Zaodrzanka, a w listopadzie otwarto szkołę podstawową. W 1947 roku powstała jednostka OSP.
W 1985 roku odkryto dwa obiekty związane z kulturą łużycką oraz pięć obiektów późnolateńskich (II – I wiek p.n.e.), w tym piec wapienniczy, jeden z najstarszych poznanych obiektów tego typu.

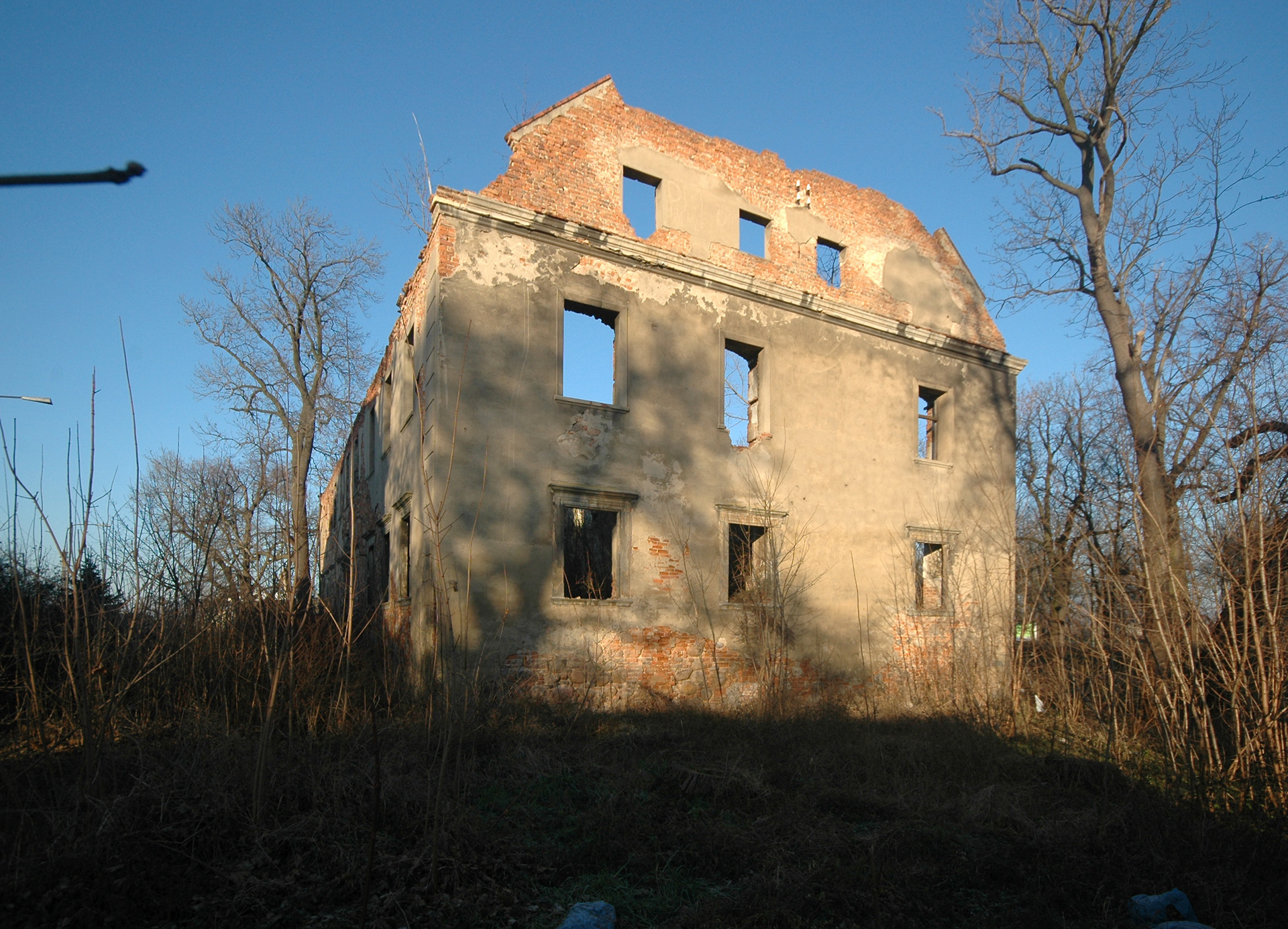
Ruiny pałacu (dworu) w Grębocicach

## Zabytki
Do wojewódzkiego rejestru zabytków wpisane są:
- kościół filialny pw. św. Marcina, z 1500 r. – przełomu XV/XVI wieku, koniec XIX w.
- cmentarz przykościelny
- kaplica cmentarna, z drugiej połowy XVIII w.
- zespół pałacowy, z początku XVII w., XIX w.:
  - pałac, renesansowy, w ruinie z początków XVII wieku
  - spichrz, z połowy XVIII w.
  - oficyna
  - park, z połowy XIX w.
- klasycystyczne murowane domy z pierwszej połowy XIX wieku:
  - dom, ul. Długa 11 (dawniej nr 116), z 1805 r.
  - dom, ul. Długa 11 (dawniej nr 130), z 1832 r.
  - dom, ul. Długa 11 (dawniej nr 143), z połowy XIX r.
  - dom, ul. Głogowska 12 (dawniej nr 174), z połowy XIX w.

inne zabytki:
- plebania
- dworzec kolejowy z XIX wieku